# Neivamyrmex iheringi
Neivamyrmex iheringi é uma espécie de formiga do gênero Neivamyrmex.